# Каракольский кантон
Каракольский кантон — административно-территориальная единица Киргизской АССР, существовавшая в 1926—1930 годах. Центр — город Каракол (Пржевальск).
В кантон входили город Каракол и 10 волостей:
- Барскаунская. 7 сельсоветов, 28 населённых пунктов, 9655 жителей.
- Джетыогузовская. 17 сельсоветов, 124 населённых пункта, 18 825 жителей.
- Иссык-Кульская. 2 сельсовета, 3 населённых пункта, 5310 жителей.
- Приозёрная. 5 сельсоветов, 45 населённых пунктов, 10 961 житель.
- Сазановская. 6 сельсоветов, 32 населённых пункта, 10 404 жителя.
- Теплоключинская. 9 сельсоветов, 10 населённых пунктов, 10 587 жителей.
- Тонская. 6 сельсоветов, 106 населённых пунктов, 21 274 жителя.
- Тургенская. 15 сельсоветов, 67 населённых пунктов, 10 345 жителей.
- Тюп-Кумертинская. 13 сельсоветов, 56 населённых пунктов, 13 842 жителя.
- Чолпан-Атинская. 5 сельсоветов, 42 населённых пункта, 9234 жителя.

По данным на 1926 год население кантона — 133,5 тыс. чел. (киргизы 82,0 тыс., русские 31,1 тыс., украинцы 10,5 тыс., сарт-калмыки 2,5 тыс., узбеки 1,8 тыс., татары 1,4 тыс.)